# Cities XL 2012
Cities XL 2012 là trò chơi máy tính thuộc thể loại mô phỏng thành phố do hãng Focus Home Interactive đồng phát triển và phát hành vào năm 2011. Game là phiên bản thứ ba của Cities XL và phiên bản thứ hai là Cities XL 2011, nội dung chủ yếu tập trung vào phần chơi đơn và bổ sung thêm nhiều công trình, bản đồ mới và phần hướng dẫn cho người mới chơi, thêm vào đó game còn cho phép người chơi thực hiện mod và chia sẻ bản mod của mình lên cộng đồng người chơi Cities XL. Game hoàn toàn tương thích với phiên bản tiền nhiệm Cities XL 2011 thông qua gói nâng cấp giảm giá có sẵn. Một bản mở rộng đang được phát hành đồng thời.

## Phát triển
Game được công bố chính thức bởi Focus Home Interactive vào ngày 13 tháng 7 năm 2011.Cities XL bản đầu tiên được phát hành vào năm 2009, kế tiếp là Cities XL 2011 vào năm 2010 và sau cùng là Cities XL 2012 vào năm 2011. Việc phát hành bản đầu tiên do hãng Monte Cristo đảm nhiệm và Focus Home Interactive lo việc phát triển, về sau Monte Cristo bị phá sản thì Focus Home Interactive kiêm nhiệm luôn cả hai khâu phát hành và phát triển các phiên bản về sau. 

## Đón nhận
Cities XL 2012 nhận được lời đánh giá trái chiều từ các nhà phê bình khác nhau. Nó hiện đang xếp hạng 62/100 trên Metacritic.